# Droga krajowa 78
Die Droga krajowa 78 (DK78) ist eine Landesstraße in Polen. Sie verläuft in nordöstlicher Richtung von Chałupki (Powiat Raciborski) (an der tschechischen Grenze) nach Chmielnik auf einer Gesamtlänge von ca. 230 km. Sie zieht sich durch die Woiwodschaft Schlesien bis in die Woiwodschaft Heiligkreuz.
Derzeit verbindet die Droga krajowa 78 die polnische Autostrada A4 mit der tschechischen D1 in Bohumín. Die Strecke ist eine alternative Route nach Tschechien und Österreich zum überfüllten Grenzübergang in Cieszyn. Zukünftig wird sie auch eine Ausweichroute für die Autostrada A1 sein. Sie erschließt den südlichen Teil Schlesiens für den Flughafen Katowice.

## Geschichte
1985 wurde das polnische Straßennetz neu geordnet. Die bisherigen Staatsstraßen (droga państwowa) wurden in Landesstraßen (droga krajowa) umbenannt und neu nummeriert. Seit 1986 gab es fünf Landesstraßen auf der Strecke der heutigen DK 78:
- die DK 78 von Siewierz nach Jędrzejów
- die DK 91 von Gleiwitz über Rybnik bis zur tschechoslowakischen Grenze
- die DK 765 von Jędrzejów über Chmielnik nach Osiek.
- die DK 908 von Gleiwitz über Tarnowskie Góry nach Tschenstochau.
- die DK 910 von Tarnowskie Góry nach Siewierz.

2003 wurde die Nummerierung des Straßennetzes dahingehend geändert, dass alle Landesstraßen mit zweistelligen Nummern und alle Woiwodschaftsstraßen mit dreistelligen Nummern gekennzeichnet wurden. Die Nummern 91–99 sollten nur für solche Straßen, die durch parallel laufende Autobahnen ersetzt wurden, verwendet werden. Damals wurde die DK 78 verlängert und mit der DK 91 zusammengefügt.

## Verlauf

### Woiwodschaft Schlesien
- Chałupek – Bohumín – Grenzübergang nach Tschechien (in Tschechien als Landstraße Nr. 58)
- Zabełków ( Droga krajowa 45, DK45)
- Wodzisław Śląski ( Droga wojewódzka 933 – DW933,  Droga wojewódzka 932 – DW932)
- Rybnik ( DW 920,  DW929 und  DW935)
- Kuźnia Nieborowska ( DW 921)
- Gleiwitz ( Autostrada A4,  DK4,  44 und  94 und die  DW408 und  DW901)
- Tarnowskie Góry ( DK11  DW 908)
- Świerklaniec ( DW912)
- Pyrzowice ( Autostrada A1  DW913) Verbindung zum Flughafen Katowice
- Mierzęcice ( Droga ekspresowa S1)
- Siewierz ( DK1 und die  DW 793)
- Zawiercie ( DW791 und  DW796)
- Pradła ( DW794)
- Szczekociny ( DK46 und  DW 795)

### Woiwodschaft Heiligkreuz
- Nagłowice ( DW742)
- Jędrzejów ( DK7 und die  DW 728 und  DW768)
- Kije ( DW766)
- Chmielnik ( DK73 und die DW765) Mit der Einmündung in die DK73 endet die DK78.